# 澤列納巴爾卡 (戈洛瓦尼夫西克區)
48°18′26″N 30°29′36″E / 48.30722°N 30.49333°E
澤列納巴爾卡（烏克蘭語：Зелена Балка）是烏克蘭中部的村莊，隸屬基洛夫格勒州的霍洛瓦尼夫斯克區。該村面積0.24平方公里，海拔高度184米，2001年人口85，人口密度每平方公里348.4人。